# Ospedale Niguarda Ca' Granda
Il Grande Ospedale Metropolitano Niguarda, fino al 2017 denominato Ospedale Niguarda Ca' Granda e comunemente noto come Ospedale Niguarda, è uno storico istituto ospedaliero di Milano sorto nel 1939. È parte del Servizio Sanitario Regionale della Lombardia e oggi opera come Azienda Socio Sanitaria Territoriale (ASST).

## Storia

L'Ospedale Niguarda negli anni trenta del XX secolo

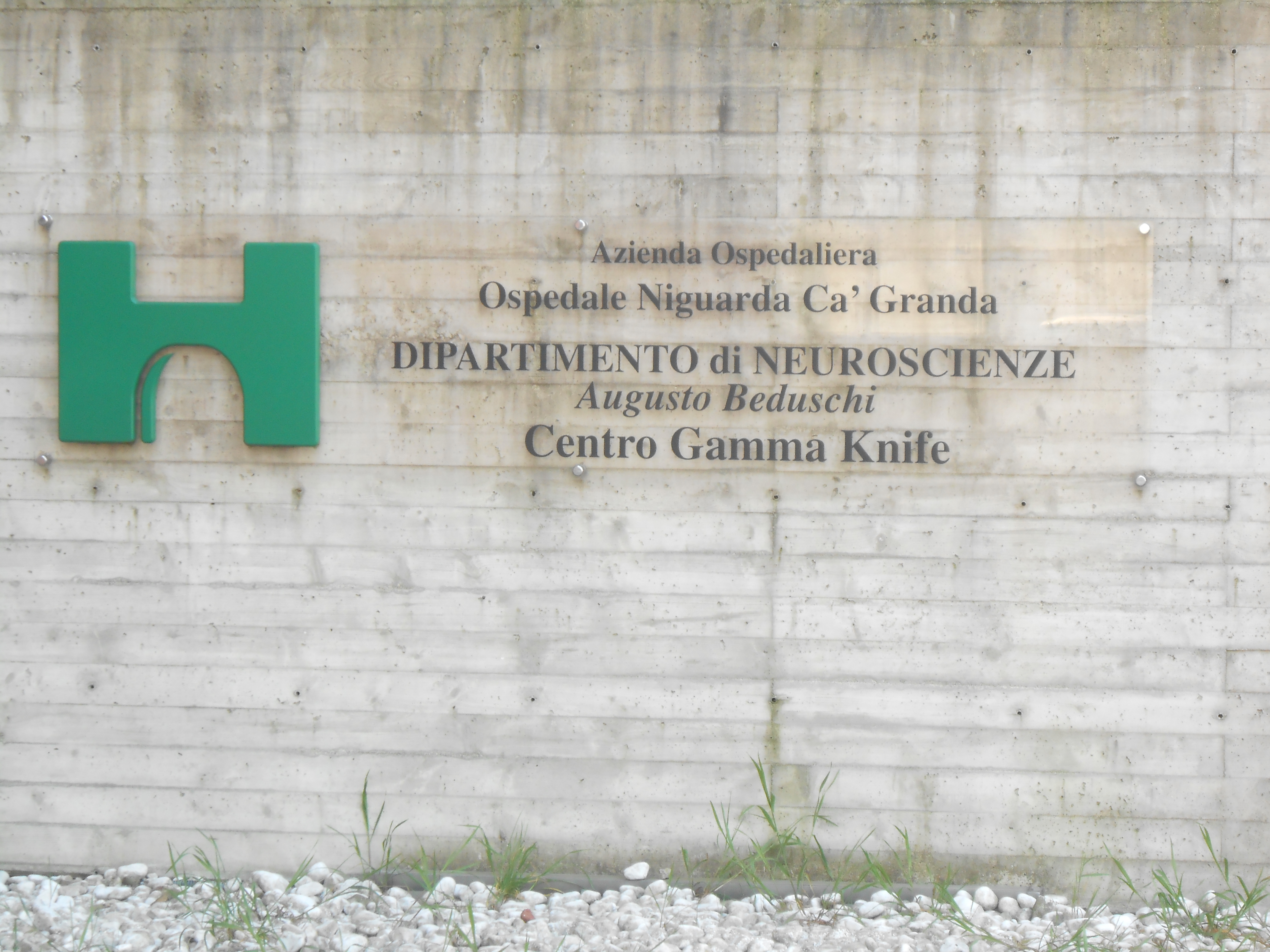
La parete all'ingresso dei padiglioni del Dipartimento di Neuroscienze e del Centro Gamma Knife

Il Grande Ospedale Metropolitano Niguarda, fino al 2017 denominato Ospedale Niguarda Ca' Granda e comunemente noto come Ospedale Niguarda, venne inaugurato il 10 ottobre 1939: il nome deriva dal legame amministrativo con l'Ospedale Maggiore Ca' Granda, il più antico ospedale di Milano che da anni era in rinnovamento logistico e organizzativo. L'ospedale Maggiore si era spostato dalla vecchia sede e aveva già inaugurato i primi padiglioni dell'ospedale policlinico universitario; mancava però un nuovo ospedale generalista. Niguarda risponde a questa necessità insieme a quella di dare alla città un ospedale in un'area in espansione e di facile accesso, l'area di Niguarda a nord di Milano.

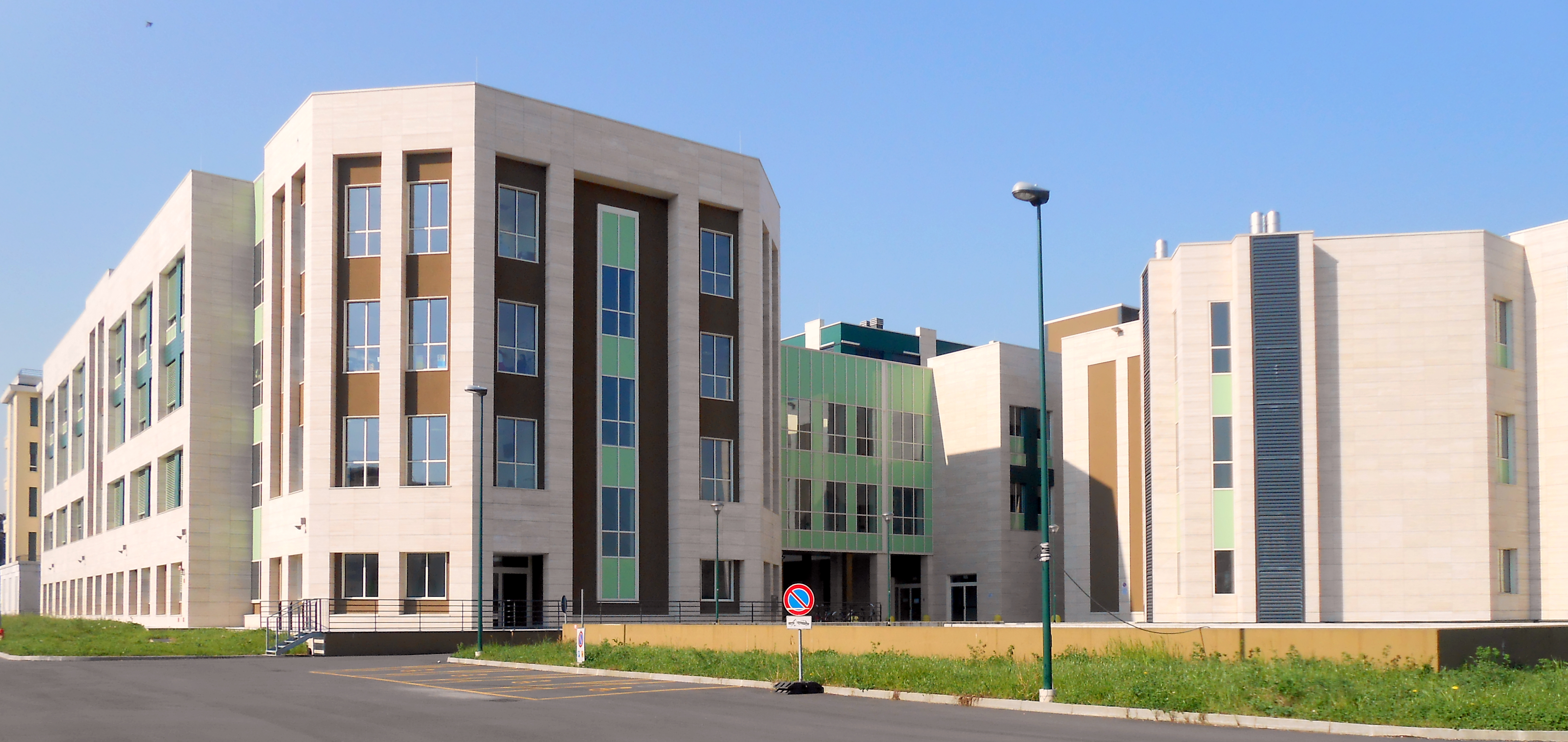
Blocco Nord dell'Ospedale Niguarda

Negli anni '40 l'ospedale fu un punto di riferimento per la fuga di ebrei e prigionieri politici che erano detenuti nel carcere di San Vittore di Milano. Fra i protagonisti dell'impresa c'era Maria Peron, una giovane infermiera che lavorava in sala operatoria.
Nel 1978 l'ospedale acquisisce una sua autonomia amministrativa rispetto all'Ospedale Maggiore Ca' Granda. Rimangono nel nome e nelle sculture del portone centrale i segni della sua origine antica.
Il 14 giugno 1993 l'Ospedale viene individuato come ospedale di rilievo nazionale e di alta specializzazione. Il 30 giugno 1994 l'Ospedale “Niguarda Ca' Granda” viene riconosciuto Azienda Ospedaliera e poi come ASST.
Il Grande Ospedale Metropolitano Niguarda è tradizionalmente sostenuto anche da enti del terzo settore come la Fondazione Oncologia Niguarda fondata nel 1984 (www.oncologianiguarda.org).

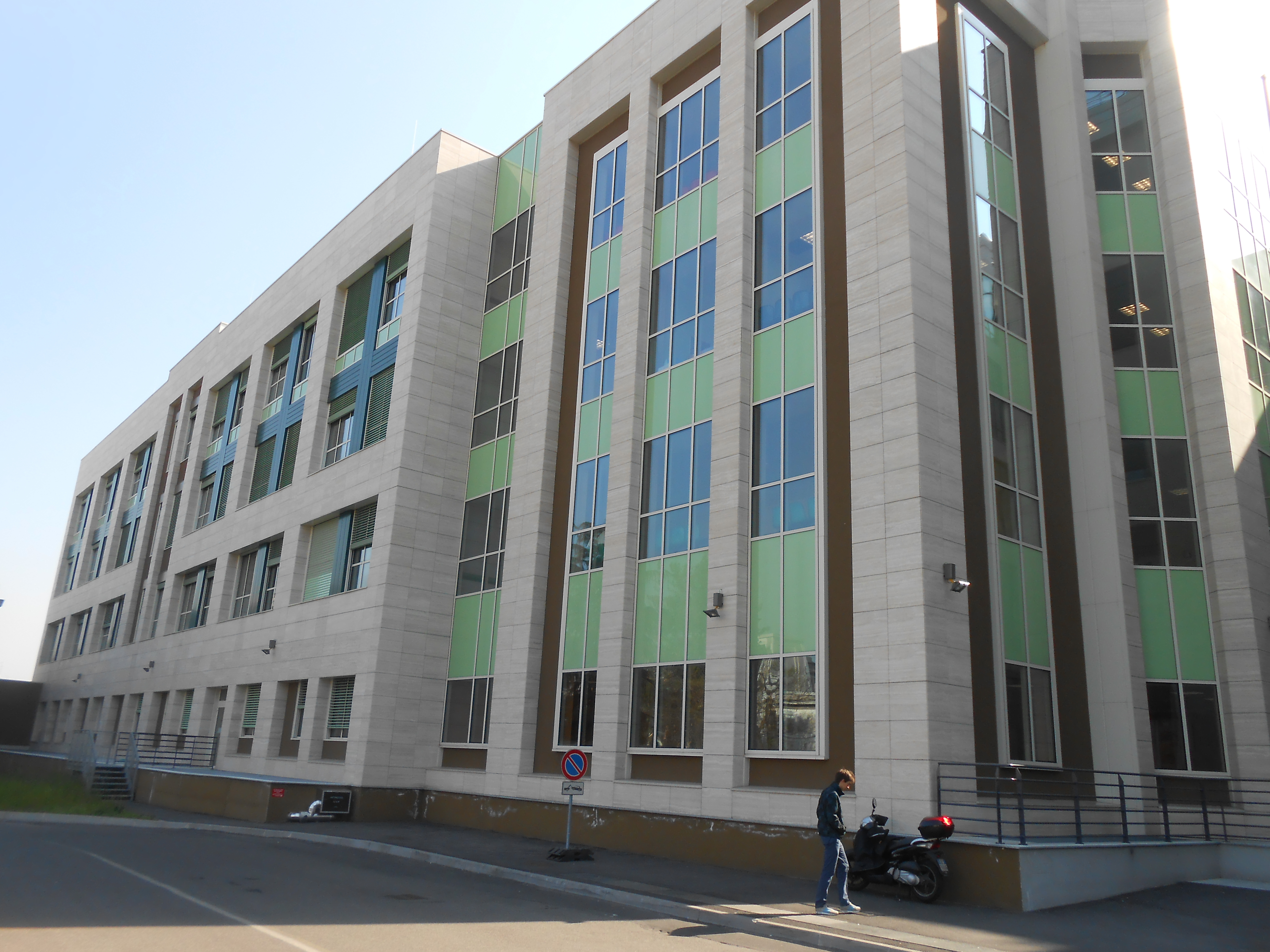
Blocco Nord, ingresso principale e sportelli prenotazioni esami

### Cronologia
- 1940: Nasce il primo laboratorio italiano di Microbiologia. Apre il reparto di Tisiologia sotto la guida del Dott. Giancarlo Guarniero.
- 1941: Apre il Laboratorio di Biochimica e Fisiopatologia dedicato espressamente alle analisi biochimico-cliniche.
- 1954: Istituita la Divisione di Chirurgia Toracica.
- 1956: Il Prof. Angelo De Gasperis esegue il primo intervento a “cuore aperto” su una bambina di 18 mesi. Si tratta del primo caso in Italia di intervento in circolazione extracorporea. Apre la prima scuola di Fisioterapia italiana.
- 1958: Per la prima volta in Italia apre all'interno della Divisione di Pediatria, una scuola elementare per i piccoli ricoverati. Apre la Sezione Diagnostica con Isotopi Radioattivi che consente il primo impiego di iodio radioattivo per la cura delle patologie tiroidee.
- 1963: Si eseguono per la prima volta in Italia le sostituzioni valvolari con protesi artificiali. Si istituisce la prima scuola italiana per terapisti della riabilitazione.
- 1967: Viene istituita la prima Unità di Cura Intensiva Coronaria italiana.
- 1968: Si realizza il primo centro italiano per le malattie neoplastiche.
- 1969: Per la prima volta in Italia viene introdotto l'impiego della ecocardiografia. Apre l'Istituto di Radioterapia e Medicina Nucleare, uno dei più grandi istituti ospedalieri in tutta Italia.

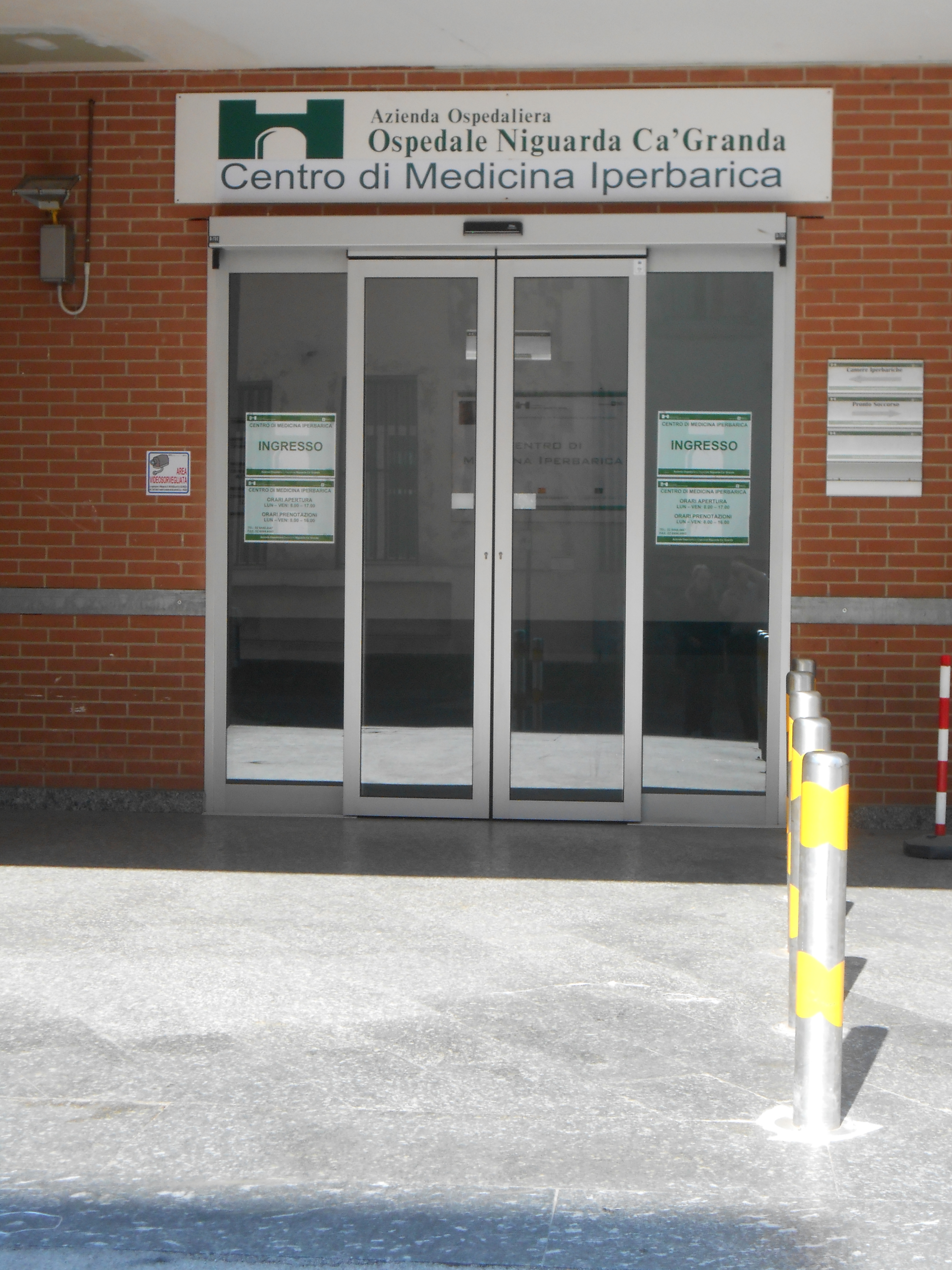
Ingresso del Centro Medicina Iperbarica

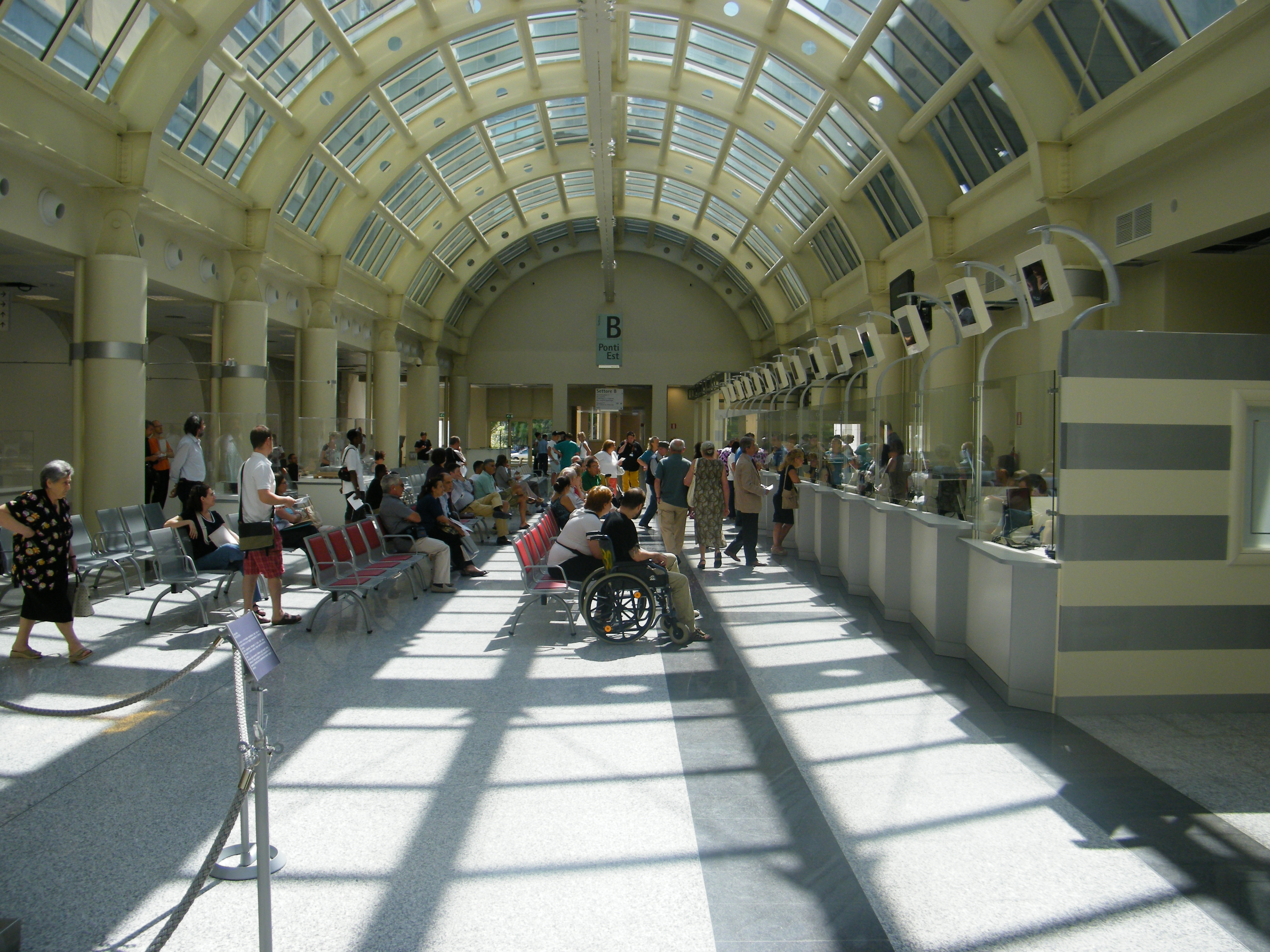
Blocco Sud, sportelli prenotazioni ed accettazione

- 1971: Sotto la direzione di Luigi Donati il Centro Grandi Ustionati apre la prima banca dei tessuti italiana.
- 1981: Apre il Dipartimento di Emergenza e la Divisione Oncologia Medica Falck, fra le prime oncologie mediche ospedaliere in Europa.
- 1983: Si esegue il primo trattamento in Italia della retinopatia del pre-termine (ROP) tramite crioterapia.
- 1984: Apre il Centro Trapianti di Midollo e il Centro “Vittorio Di Capua” per la riabilitazione equestre dei bambini.
- 1988: Viene eseguito l'impianto di cuore artificiale come ponte al trapianto cardiaco in un paziente con grave quadro di scompenso.
- 1994:"Fondato il Centro di Chirurgia dell'Epilessia, unica struttura in Italia.
- 2016:  A seguito della Determina AIFA 809/2015 le sperimentazioni cliniche in campo oncologico ed ematologico si estendono agli studi di Fase 1 oltre a quelli di Fase 2 e 3;
- 2024: è stato designato ospedale olimpico punto di riferimento regionale e nazionale per l'erogazione di servizi sanitari altamente specializzati e la gestione dell’emergenza – urgenza durante i Giochi Olimpici Milano-Cortina 2026.

- 2025: nella World's Best Hospital, classifica annuale dei migliori ospedali del mondo stilata dalla rivista Newsweek, è risultato il primo ospedale in Italia e il 37° fra i 2.400 ospedali di 30 Paesi monitorati nell'analisi.[3]

## Struttura
I dipartimenti sanitari sono:
- Dipartimento medico polispecialistico.[4]
- Dipartimento cardiotoracovascolare.[5]
- Dipartimento chirurgico polispecialistico.[6]
- Dipartimento tecnologie avanzate diagnostico-terapeutiche.[7]
- Dipartimento di ematologia, oncologia e medicina molecolare.[8]
- Dipartimento medicina di laboratorio.[9]
- Dipartimento materno-infantile.[10]
- Dipartimento neuroscienze.[11]
- Dipartimento emergenza urgenza – EAS.[12]
- Dipartimento salute mentale.[13]

Niguarda dispone di:
- 4 centri multidisciplinari: Cancer Center, De Gasperis Cardio Center, Trasplant Center, Trauma Center;
- un pronto soccorso[14] con trauma team ed elisoccorso;
- una banca della pelle[15];
- un centro grandi ustionati[16];
- un'unità spinale[17];
- un centro di medicina iperbarica[18];
- un centro di riabilitazione equestre[19];
- un centro antiveleni[20];
- un centro odontostomatologico.

È sede universitaria della Scuola di Specializzazione in Oncologia Medica dell'Università degli Studi di Milano (La Statale) e del corso di Laurea per infermieri.
A Niguarda lavorano circa 4.100 persone, tra cui circa 750 medici e 2.000 infermieri. L'ospedale dispone di 42 sale operatorie e 285 ambulatori.
Niguarda è certificato “Ospedale all'altezza dai bambini” ed è segnalato con 3 “Bollini Rosa” per la qualità ed appropriatezza dell'attività dedicata alle patologie femminili.

## Architettura
Il bando di Concorso Nazionale per il progetto dell'ospedale fu pubblicato il 20 ottobre del 1926.
Nessun progetto fu però ritenuto adeguato alle esigenze espresse nel bando. Dopo 5 anni il progetto venne affidato all'ing. Giulio Marcovigi, con la collaborazione dell'architetto Giulio Ulisse Arata e la sovrintendenza sanitaria di Enrico Ronzani. (13 luglio 1932).
Le differenze principali del nuovo progetto rispetto agli altri presentati si riassumevano in maggiore attenzione al contenimento delle infezioni ospedaliere dovute a una minore promiscuità dei malati e a strutture più razionali, unite a un'esigenza di contenimento dei costi di gestione.
L'impianto architettonico, caratterizzato da un'imponente architettura razionalista tipica degli anni '30, oggi tutelata delle belle arti, aveva caratteristiche uniche per il tempo.

### Idea progettuale
Le principali innovazioni:

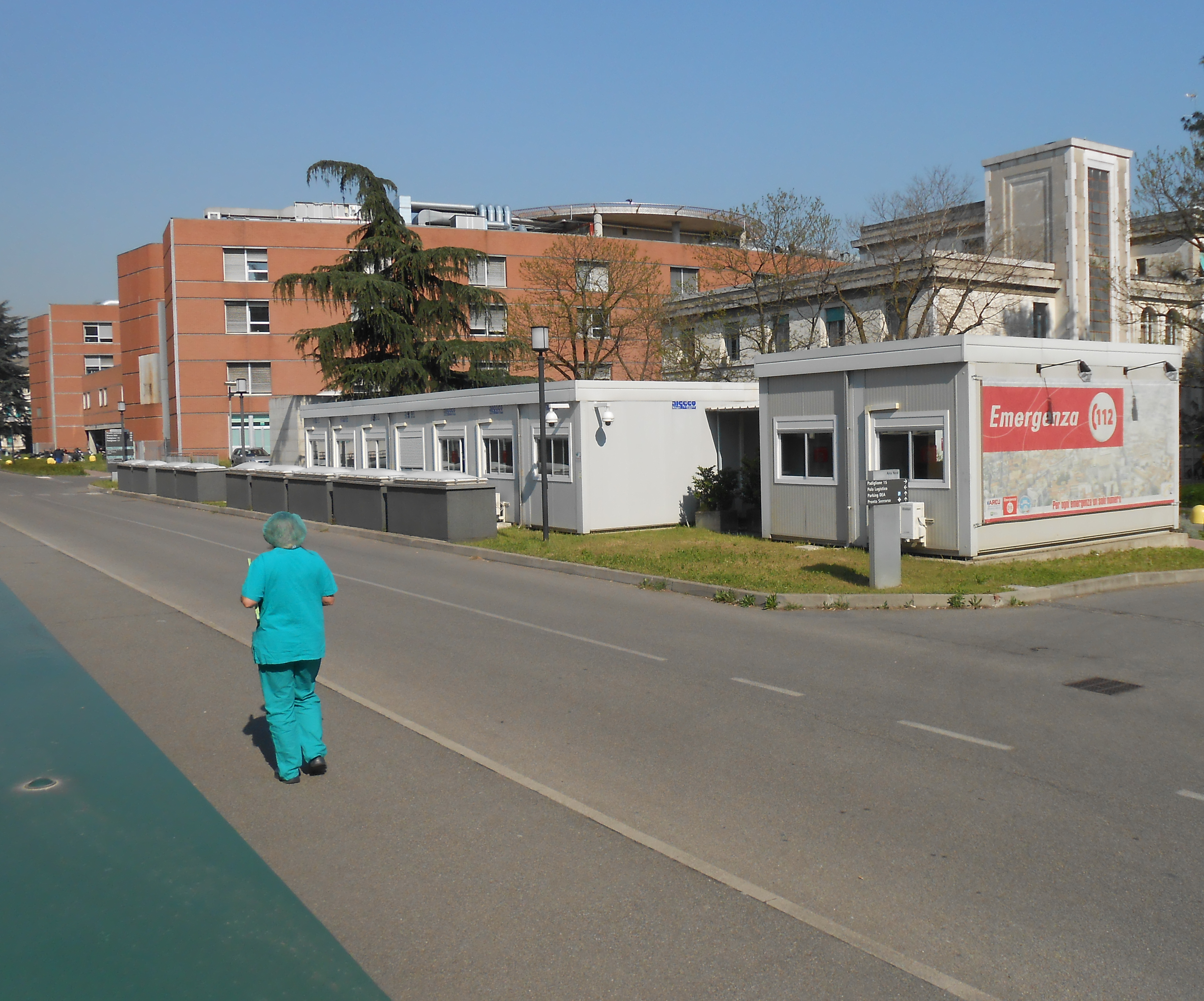
Emergenza 112, call center interno al Niguarda

1. raggruppamento delle infermerie in un numero ridotto di padiglioni di tipo a corridoio e di cinque piani;
2. riduzione del numero di letti per ogni infermeria a 6,raggruppati in sezioni di circa 30 letti, per separare meglio i malati;
3. costruzione dei sotterranei non adibiti a comunicazione tra le infermerie, ma al trasporto dei materiali infetti e dei cadaveri;
4. collegamento tra i vari padiglioni mediante porticati e strade sovrastanti;
5. sostituzione del tetto con terrazze utilizzabili come veranda per i convalescenti;
6. potenziamento delle strutture di accettazione e smistamento dei malati che rendessero più efficiente il servizio di accettazione;
7. mantenimento dell'area verde ma a viali alberati e prati, in modo da risparmiare in manutenzione.

La struttura rispondeva al nuovo concetto di ospedale che da cronicario per lo più affidato all'assistenza dei religiosi.

## Arte
All'ingresso, nella chiesa centrale, in aula magna, si trovano opere d'arte di artisti famosi dell'epoca: Aldo Carpi, Alberto Salietti, Anselmo Bucci, Cesarino Monti, Raffaele De Grada, Guido Marussig, Adolfo Wildt, Aurelio Bossi.
Nel blocco sud al terzo piano, nella galleria prospiciente il reparto di Oncologia Falck si trova una grande scultura di Giuseppe Maraniello intitolata "Ri-Flettere" e una fotografia di Bruna Rotunno; nell'aula Anna Palange opere grafiche di Getulio Alviani.
All'ingresso si trovano due sculture principali:
- il gruppo degli Sforza nell'atto di donazione al Papa della Ca' Granda, di Arturo Martini;
- San Carlo Borromeo che consegna ai Deputati Ospedalieri la bolla del perdono di Francesco Messina.

## Il marchio dell'ospedale
Alla fondazione in memoria di Bianca Maria Visconti, promotrice della costruzione dell'Ospedale, si scelse di inserire nel simbolo dell'ospedale una colomba circondata da raggi solari, come nelle insegne nobiliari dei Visconti.
Il marchio venne quindi arricchito di nuovi simboli: la cosiddetta “raza” (sole radioso), simbolo di fede, e dal cartiglio con la scritta “Ave gratia plena” (l'ospedale è dedicato alla Madonna), e la dicitura “Magnum Mediolani Hospitale” (Grande ospedale di Milano). Questo è l'emblema che ha accompagnato l'ospedale sino alla fine degli anni '70, quando cioè il Niguarda era insieme all'Ospedale Maggiore, all'Ospedale di Sesto San Giovanni e al San Carlo Borromeo un'unica realtà assistenziale.
Con l'autonomia acquisita nel 1978 nacque l'esigenza di creare un nuovo simbolo che fosse identificativo in modo univoco dell'Ospedale Niguarda. Nel 1981 viene scelto un marchio che unisce i due simboli caratteristici dell'architettura dell'ospedale, ossia la torre e l'arco, visibili in tutti gli edifici dell'Azienda.
Negli anni novanta il marchio subisce nuove modifiche. Si abbandona il colore blu distintivo dell'Ospedale Maggiore di Milano e viene aggiunta una seconda torre a rappresentare un fortino. Il simbolo della roccaforte è assimilato ad un H, l'indicatore segnaletico di ospedale. Nella H si può individuare la volta ad H che richiama la configurazione dell'arcata d'ingresso e simboleggia l'accoglienza. Il marchio dell'ospedale è associato a quello di "Sistema Sanitario Regione Lombardia".